# Brainstorming / 只要有你 我什麼都不需要
《Brainstorming / 只要有你 我什麼都不需要》（ブレインストーミング / 君さえ居れば何も要らない）是日本的女子偶像組合早安少女組。的第53张单曲。2013年4月17日由zetima发售。

## 概要
- 「Brainstorming / 只要有你 我什麼都不需要」是繼「One·Two·Three/The 摩天樓 Show」後第四張2A單曲，亦是早安少女組。六期成員田中麗奈的畢業單曲。
- 此單曲有7個版本，分別有「初回生產限定盤A - E」和「通常盤A - B」。「初回生産限定盤A」收錄了「Brainstorming」的PV；「初回生産限定盤B」收錄了「只要有你 我什麼都不需要」的PV。「初回生產限定盤C」收錄了「Rock的定義」的PV和「Brainstorming / 只要有你 我什麼都不需要」的製作花絮（Making），
- 「初回生產限定盤A 、 B 和 C」和「通常盤B」收錄了B面曲「A B C D E-cha E-cha想要」；「初回生產限定盤D」收錄了B面曲「飄拂的心跳」，由六期成員道重沙由美、九期成員譜久村聖、生田衣梨奈和十期成員飯窪春菜、石田亞佑美主唱；「初回生產限定盤E」收錄了B面曲「在我一直以來穿的校服裏」，由九期成員鞘師里保、鈴木香音、十期成員佐藤優樹、工藤遙和十一期成員小田櫻主唱；「通常盤A」收錄了B面曲「Rock的定義」，由六期成員田中麗奈主唱，是繼高橋愛的「帶著自信與夢想起飛」和新垣里沙的「笑顏和淚 ～THANK YOU! DEAR MY FRIENDS～」後第三位成員擁有畢業獨唱曲。
- 4月29日於Oricon公信榜单曲週榜取得第1名，亦成為出道以來第13張公信榜每周銷量排名第一的單曲。
- 繼2001年的單曲「Mr. Moonlight ～愛的Big Band～」、「是啊！We're ALIVE」相隔約11年又2個月後再次連續2張單曲奪得首名，亦是現任成員（六期成員道重沙由美、田中麗奈、九期成員譜久村聖、生田衣梨奈、鞘師里保、鈴木香音、十期成員飯窪春菜、石田亞佑美、佐藤優樹、工藤遙和十一期成員小田櫻）加入以來首次連續2張單曲奪得首名。
- 單曲於4月17日、18日、19日、20日、21日、22日、23日於公信榜單曲日榜取得第1名。
- 《Brainstorming / 只要有你 我什麼都不需要》是繼「Help me!!」後第24張銷量10萬以上的單曲（106,680張）。

## 收錄内容

### CD

#### 初回生產限定盤A - C、通常盤B
1. Brainstorming
（作詞、作曲：淳君  編曲：大久保薫）
2. 只要有你 我什麼都不需要
（作詞、作曲：淳君  編曲：平田祥一郎）
3. A B C D E-cha E-cha想要（A B C D E-cha E-cha したい）
（作詞・作曲：淳君　編曲：大久保薫）
4. Brainstorming (Instrumental)
5. 只要有你 我什麼都不需要 (Instrumental)

#### 初回生產限定盤D
1. Brainstorming
2. 只要有你 我什麼都不需要
3. 飄拂的心跳（トキメクトキメケ）
（作詞・作曲：淳君　編曲：江上浩太郎）
道重沙由美、譜久村聖、生田衣梨奈、飯窪春菜、石田亞佑美主唱
4. Brainstorming (Instrumental)
5. 只要有你 我什麼都不需要 (Instrumental)

#### 初回生產限定盤E
1. Brainstorming
2. 只要有你 我什麼都不需要
3. 在我一直以來穿的校服裏（いつもとおんなじ制服で）
（作詞・作曲：淳君　編曲：江上浩太郎）
鞘師里保、鈴木香音、佐藤優樹、工藤遙、小田櫻主唱
4. Brainstorming (Instrumental)
5. 只要有你 我什麼都不需要 (Instrumental)

#### 通常盤A
1. Brainstorming
2. 只要有你 我什麼都不需要
3. Rock的定義（Rock の定義）
（作詞、作曲：淳君　編曲：大久保薫）
田中麗奈主唱
4. Brainstorming (Instrumental)
5. 只要有你 我什麼都不需要 (Instrumental)

### DVD

#### 初回生產限定盤A
1. Brainstorming（MV）
2. Brainstorming（Dance Shot Ver.）

#### 初回生產限定盤B
1. 只要有你 我什麼都不需要（MV）
2. 只要有你 我什麼都不需要（Close-up Ver.）

#### 初回生產限定盤C
1. Rock的定義（MV）
2. Brainstorming / 只要有你 我什麼都不需要（Making）